# Gustaf Lundberg
För andra betydelser, se Gustaf Lundberg (olika betydelser).
Gustaf Lundberg, född 17 augusti 1695 i Stockholm, död där 18 mars 1786, var en av Sveriges genom tiderna mest produktiva och ekonomiskt mest framgångsrika konstnärer. Man räknar med att han i Paris målade i stort sett hela hovet vid Versailles och i Sverige medlemmarna av närmare 300 familjer. Han var mycket efterfrågad och blev förmögen.
Lundberg är mest känd som pastellmålare, men målade i början av sin drygt 60-åriga karriär i olja, sporadiskt även senare i livet. Han räknas som den som fört arvet från pastellmålaren Rosalba Carriera vidare. Levertin betecknade Lundbergs stil som elegant och skimrande, men Laine och Brown noterar att han i jämförelse med Quentin La Tour framstår som en eklektisk (stilblandande) pastellmålare, såväl tekniskt som stilistiskt. Han kom ändå att under lång tid bli stilbildande för svensk porträttkonst. Lundberg är rikligt representerad på Nationalmuseum, i Slottssamlingarna på bland annat Drottningholms slott och Statens porträttsamling på Gripsholms slott och på Göteborgs konstmuseum samt i många privata samlingar.

## Biografi

### Elevtiden 1712–1719
Lundberg var son till kungliga köksmästaren Gustaf Lundberg och Sabina Richter, men blev tidigt föräldralös och kom att uppfostras hos sin morfar, guldsmeden Fredrik Richter. Till dennes släkt hörde vedutamålaren Johan Richter, som arbetade i Venedig, och den österrikiske hovkonterfejaren David Richter den äldre. Lundberg fick på detta sätt de första av de personliga förbindelser, som var viktiga för framgång vid denna tid.
Vid 17 års ålder sattes han 1712 i lära hos hovkonterfejaren David von Krafft, där han inhämtade målarkonstens grunder, men slutade redan 1717 för att på dennes inrådan och på egen bekostnad fortsätta sin utbildning i Paris. Valet av Paris visar att han redan vid denna tid var inne på att slå sig fram som porträttmålare, eftersom utbildning i Italien var absolut nödvändigt för historiemålare. Beslutet att lämna Sverige bör också ha påverkats av de hårda tiderna efter de långa krigsåren, som lämnat landets ledande kretsar i ekonomiskt trångmål. Även etablerade svenska porträttkonstnärer hade svårt att få beställningar, vilket ledde till att många utvandrade.
I Paris blev han elev till Hyacinthe Rigaud, Nicolas Largillière och historiemålaren Jean François de Troy. Han deltog också i teckningsundervisning för Pierre-Jacques Cazes vid den franska Konstakademien. Genom den svenske ambassadören Erik Sparre af Sundbys förmedling fick Lundberg, från överintendenten hertigen d'Antin, det av utländska konstnärer hett åtrådda tillståndet att besöka det kungliga slottet Louvrens samlingar.

### Som fri konstnär i Paris 1719–45
Protestanter var i det katolska Frankrike utestängda från såväl målarskrået som kungliga konstakademien. De fria hantverkare som stod utanför skråna fick sälja sina produkter under stränga villkor, inom det område där de arbetade och med begränsade möjligheter att anställa medarbetare.
Lundbergs tidigaste kända målning är ett religiöst motiv (Korsfästelsen) som beställdes 1719 till gudstjänstrummet på svenska ambassaden där den lutherska församlingen avhöll sina gudstjänster. Detta gav Lundberg en "reklamplats" och en mängd nya kontakter. Beställare var dåvarande kommissionssekreteraren Niklas Peter von Gedda. Lundberg målade också porträtt i olja av denne och hans hustru Hedvig Charlotta von Düben. Svenska resenärer beställde i stor utsträckning sina porträtt från Lundberg och Gedda hjälpte honom att lära känna den polske ex-kungen Stanislaw Leszczynski, som tillbringat några år i exil i Kristianstad tillsammans med sin familj. Detta kom att visa sig betydelsefullt, eftersom hans dotter Maria 1725 kom att bli fransk drottning genom sitt äktenskap med Ludvig XV. Hon talade svenska och var stor Sverigevän. Detta skulle komma att leda till flera beställningar för Lundberg.
Följande år utförde han en kopia av Jean-Baptiste Santerres stora helfigursporträtt av Marie Anne de Bourbon Condé. Det fina utförandet visar att Lundberg redan vid 25 års ålder till fullo tillägnat sig måleriets teknik.
Det stora omslaget i Lundbergs konst kom 1721 med den venetianska pastellmålaren Rosalba Carriera som lanserade pastellmåleriet i Frankrike, där det omedelbart slog igenom. Lundberg blev hennes enda elev under det år hon var i Paris och hos henne lärde han sig en hemlig metod för att fixera pasteller. När hon återvände hem 1722 blev Lundberg en av de ledande porträttmålarna i Paris, en ställning som han lyckades bevara i två decennier. Denna ledde till mängder av beställningar från den kungliga familjen, från hovet och tongivande kretsar inom Paris-societeten.
När Carl Gustaf Tessin var svenskt sändebud i Paris 1739–42 kunde Lundberg bo hos honom på den svenska beskickningen, vilket ytterligare ökade hans prestige och klientel. Med Tessins hjälp blev han 1741 invald i franska konstakademien för vilken han utförde receptionsstycken i form av porträtt av François Boucher och Charles-Joseph Natoire (se nedan i galleriet). Båda dessa finns i idag i Louvren.
Men konkurrensen om kunderna hårdnade under 1730-talet, framförallt från Quentin La Tour och senare även Jean-Baptiste Perronneau, vilka representerade en mer modern och realistisk stil med starkare psykologisk karakterisering. Lundberg började därför undersöka möjligheterna att återvända till Sverige. År 1745 gjorde han ett kort besök i Madrid, där han målade det franska kungaparets dotter som var gift med Don Filip av Bourbon. På hösten detta år återvände han så till Sverige efter 27 års bortavaro.

### I Sverige från 1745
När Lundberg återvände till Sverige 1745 var han en internationellt erkänd konstnär och gjorde omedelbart stor succé. Med honom slog rokokons graciösa och eleganta pastellkonst igenom i Sverige, där man tidigare endast kunnat anlita senbarocka konstnärer som Georg Engelhard Schröder, Lorentz Pasch d.ä. och Olof Arenius. Lundberg blev kungahusets, hovets, adelns och det högre borgerskapets porträttör på modet för de närmaste 30 åren och hans ateljé en mötesplats för den mondäna societeten.
Genom Tessin blev Lundberg tidigt introducerad vid kronprins Adolf Fredrik och Lovisa Ulrikas hov, vilket avsatte resultat i flera porträtt (tre nedan i galleriet). Vid hovmålaren Georg Engelhard Schröders död 1750 utnämndes Lundberg till den avlönade posten som hovkonterfejare med titeln hovintendent och fick beställningar från bland annat hovet. Nu följer tre mycket produktiva decennier, under vilka Lundberg avbildar medlemmarna i närmare 300 svenska släkter.
Lundberg skapade en enhetlig svit av framförallt representationsporträtt, där männens omgärdats av krav på ett visst utförande, medan kvinnornas i allmänhet är mer kravlösa och därmed konstnärligt bättre. De värderas därför generellt högre än mansporträtten. Ett mått på dåtidens uppskattning av Lundberg är denna lilla dikt av Anna Maria Lenngren: "Den skönhet som är värd för eftervärlden pråla / Ej någon annan bör än vittre Lundberg måla."

### Medhjälpare i ateljén
Det var väl känt redan vid denna tid att pastellmålningar är känsliga för ljus som bleker dem, fukt som får papperet att fläckas och bölja sig samt mekanisk påverkan som får färgen att lossna. Den 10 januari 1760 skriver Carl Gustaf Tessin i sin Åkerö-dagbok: "Herr Hofintendenten Lundberg har i dessa dagar velat hafva besvär med mitt porträtt. Han och jag är årsbarn, som dock ej märkes hvarken på dess hand eller ögon. Skada och evig skada, att dessa porträtt äro i pastell." Porträtten som Tessin syftar på är hans eget i riksrådsdräkt (nedan i galleriet) och hustruns i gul klänning och svart spetsmantilj. Bägge förevisades vid utställningen "Solen och Nordstjärnan" på Nationalmuseum 1993–94, dock utanför katalogen. De var då i det närmaste förstörda genom mycket kraftig blekning.
Det var därför vanligt att beställa kopior i olja redan från början. Ett exempel på detta är just riksrådsporträttet, för vilket Tessin kopierade Lundbergs kvitto i Åkerö-dagboken:
"Un portrait original en pastel de Son Excellence'
Monseigneur le Comte de Tessin avec cadre et glace Dlr cuivre 1.300
Un dito de Madame La Comtesse de Tessin 1.300
Deux copies en huile du Portrait de son Excellence à 200 d 400
Deux cadres pour les dite copies 300"
Ett ramat och inglasat pastelloriginal kostade alltså 1 300 daler kopparmynt, vilket motsvarade omkring 40 000 kronor 2009. Ramade kopior i olja kostade 350 daler kopparmynt per styck, vilket motsvarade ca 11 000 kronor 2009. Detta var ett vänskapspris, eftersom Tessin varit Lundbergs mecenat i decennier och hade ont om pengar. För det porträtt av Gustav III som sändes till det danska hovet i samband med hans vigsel 1766, erhöll Lundberg inte mindre än 4 300 daler kopparmynt (87 000 kronor i 2009 års penningvärde).
Flera medhjälpare var sysselsatta i Lundbergs ateljé, dels för att utföra kopior i både olja och pastell, dels för att göra bakgrunder och klädesdetaljer i pastell. Kända medhjälpare är Jakob Björck, Per Eberhard Cogell (senare stadsmålare i Lyon), miniatyrmålaren Peter Adolf Hall, Jonas Forsslund och en pastellmålare vid namn Pettersson. Lundberg hade dessutom tidvis så många beställningar att han lade ut kopieringsuppdrag på Johan Henrik Scheffel och Fredrik Brander. Dessutom tycks Ulrika Pasch, Olof Arenius och hovminiatyristen Johan Georg Henrichsen samt Niklas Lafrensen d.ä. haft tillgång till Lundbergs original.
Trots att så många var sysselsatta med Lundbergs produktion, brukar kopior i olja efter hans pasteller rutinmässigt tillskrivas Björck, som arbetade för Lundberg 1750–74. Av Tessins riksrådsporträtt finns till exempel tio kopior registrerade i Svenskt porträttarkiv. Samtliga har tillskrivits Jakob Björck. Detsamma gäller fyra kopior av hustruns porträtt, vilka uppenbarligen beställts vid annat tillfälle.
"Björcks kopior i olja kom ej sällan Lundbergs elegans och skimmer förvånande nära", skriver Oscar Levertin i sin studie. Björck kopierade även i pastell, men några verk som med säkerhet kan attribueras till honom är inte kända.

### Lundbergs senare år
Gustav III uppskattade Lundberg och när Vasaorden instiftades 1772 blev denne en av de första riddarna. Han bär det på sitt självporträtt ovan, men endast bandet är synligt i Björcks kopia. År 1779 fick han vid 84 års ålder i uppdrag att måla den lille kronprinsen Gustav Adolf, vilket han kunde göra utan glasögon. Det är troligt att han fortsatte att måla ända fram till sin död 1786. Gustaf Lundberg är begravd på Uppsala gamla kyrkogård.
Bouppteckningen visade att han hade närmare 100 000 daler kopparmynt i Grillska banken (1,8 miljoner kronor i 2009 års penningvärde mätt efter konsumentprisindex) och ett mycket exklusivt bohag med vackert möblerade rum, konst, äkta porslin och dyrbart silver. Lundberg var ogift och ärvdes av en adoptivdotter, Maria Fult. Han hade varit trolovad med hennes äldre syster fram till dennas död och lovat henne att sörja för lillasystern.
Lundbergs konst förekommer ofta på kvalitetsauktioner och värderas numera till allt från 28 000 till 115 000 kronor. Porträtt av vackra kvinnor tenderar att värderas högre än mansporträtt och rikt skulpterade ramar höjer värdet.
Gustaf Lundbergs väg i Södra Ängby, Stockholm är uppkallad efter Gustaf Lundberg.

## Verk i urval

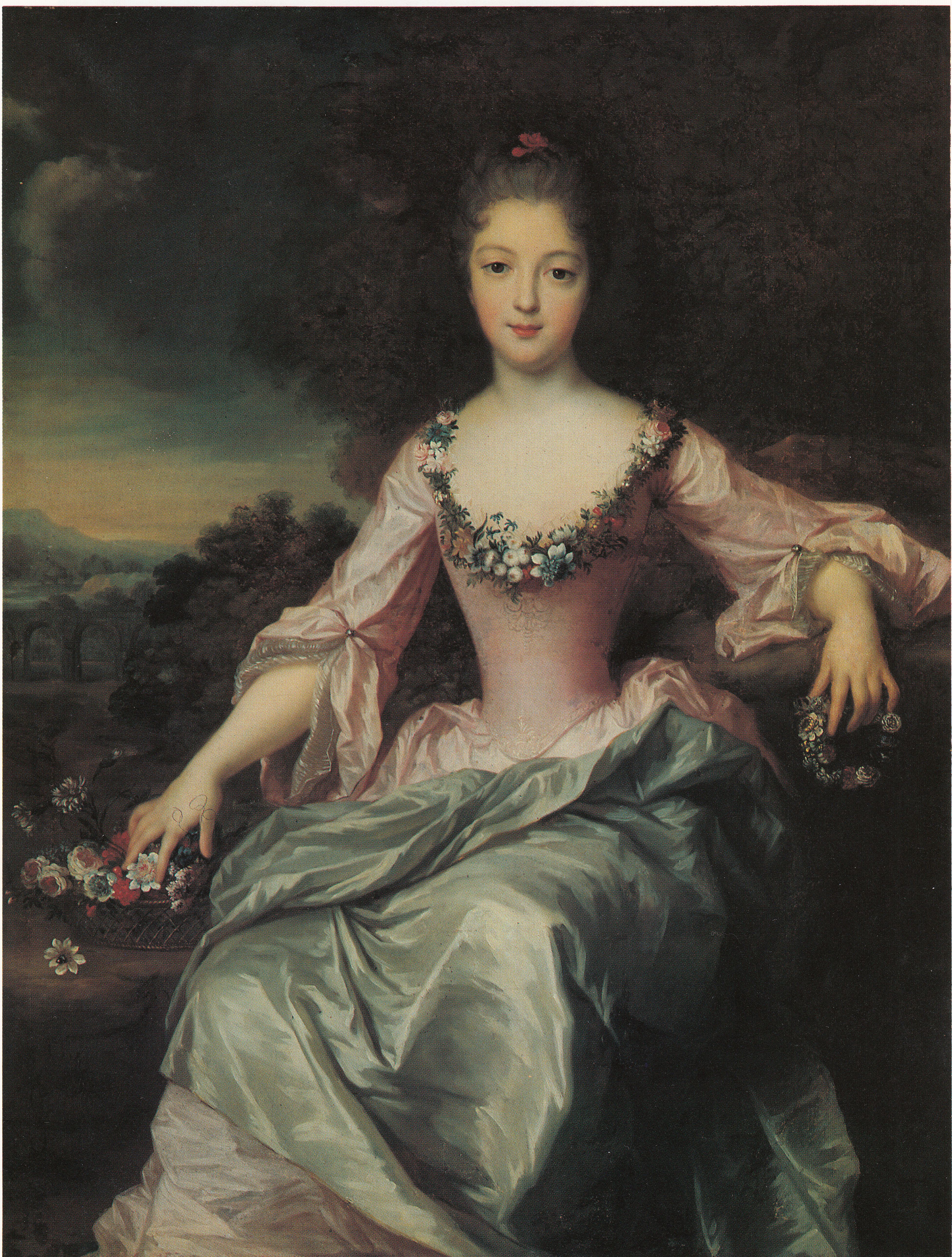
Marie-Anne de Bourbon Condé 1697–1741. Kopia i olja efter Jean-Baptiste Santerre 1720.
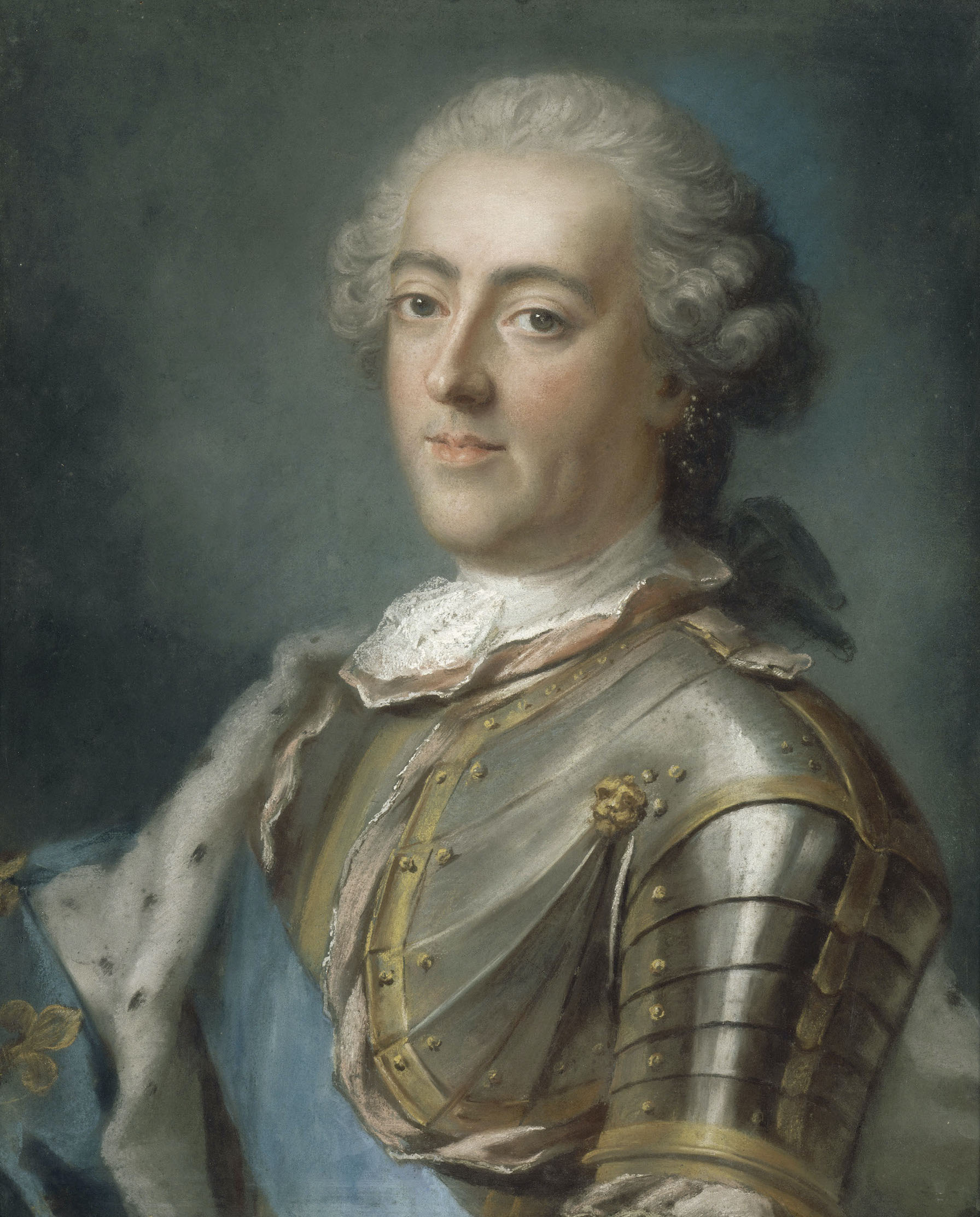
Porträtt av Ludvig XV av Frankrike, slutet av 1730-talet. Pastell efter förlaga.
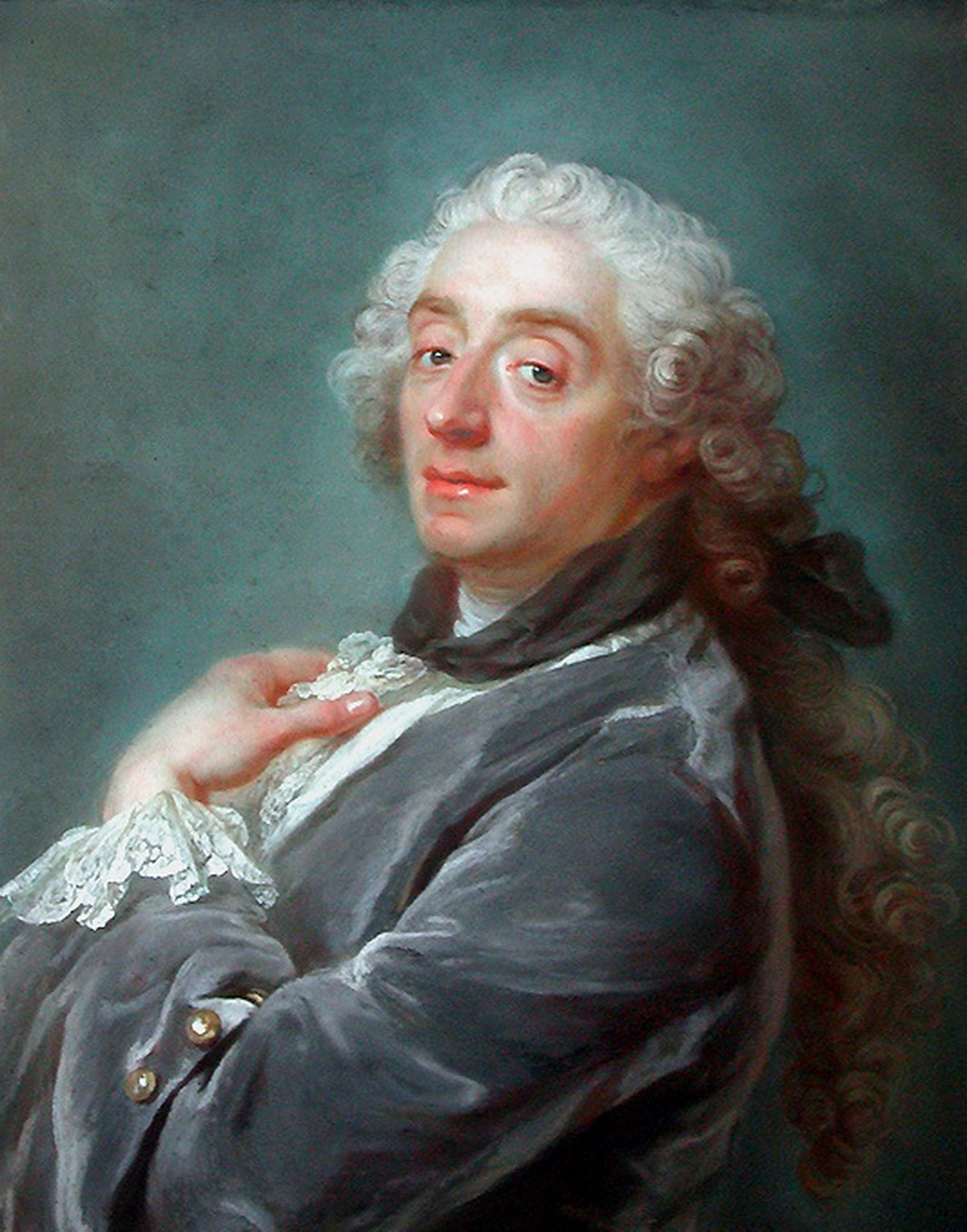
Porträtt av konstnären Francois Boucher, receptionsstycke vid franska akademien 1741. Pastell.
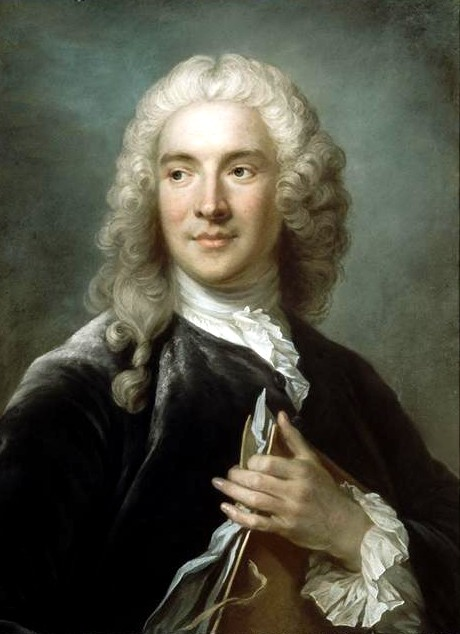
Porträtt av konstnären Charles-Joseph Natoire (1700–1777). Receptionsstycke vid franska akademien 1741. Pastell.
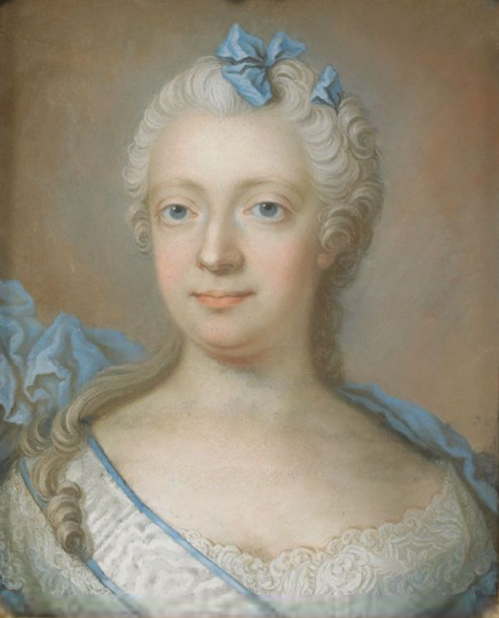
Drottning Lovisa Ulrika som kronprinsessa. Pastell omkring 1745–46.
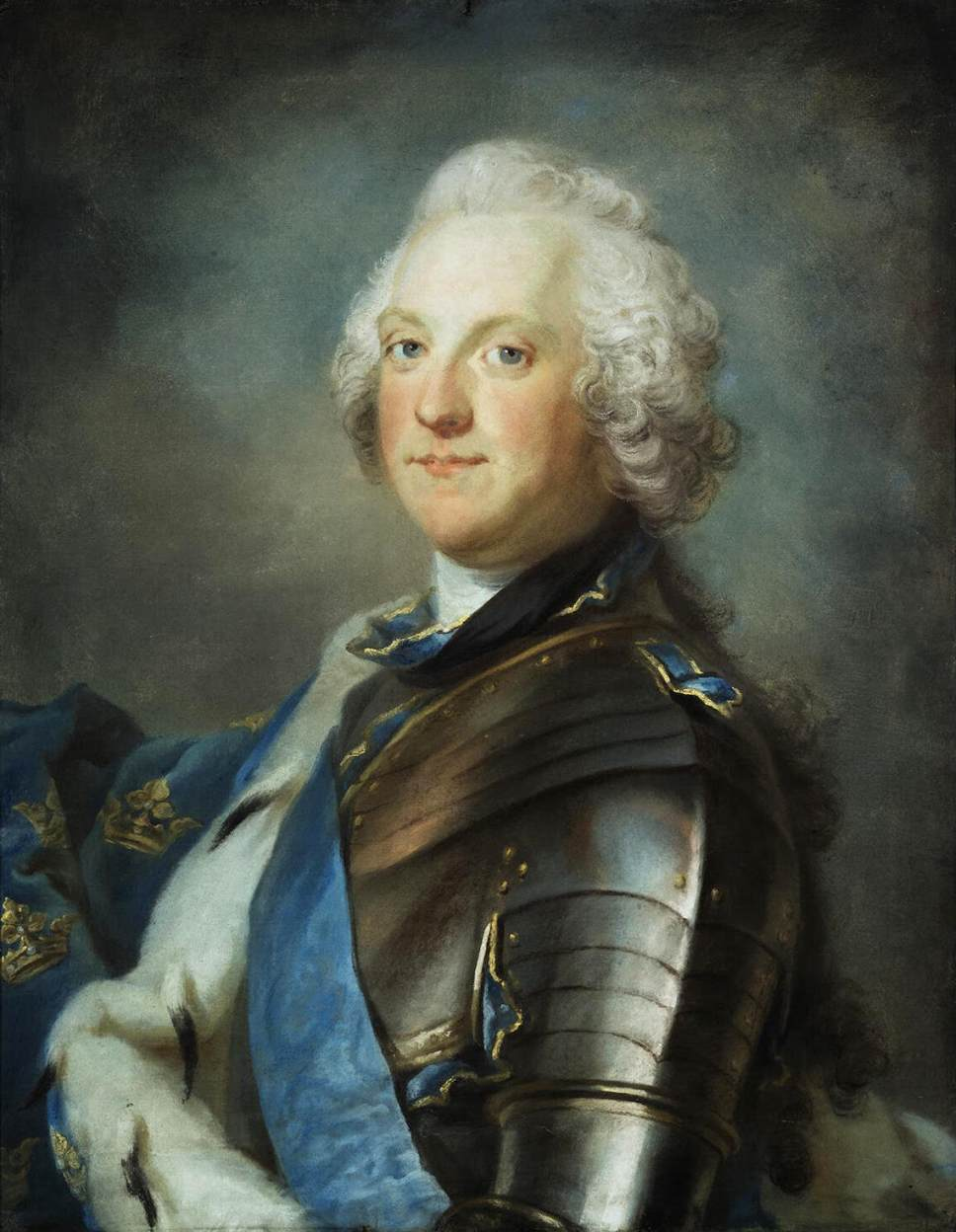
Porträtt av kung Adolf Fredrik. Pastell, omkring 1750.
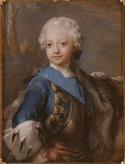
Gustav III som barn. Pastell, ca 1750.
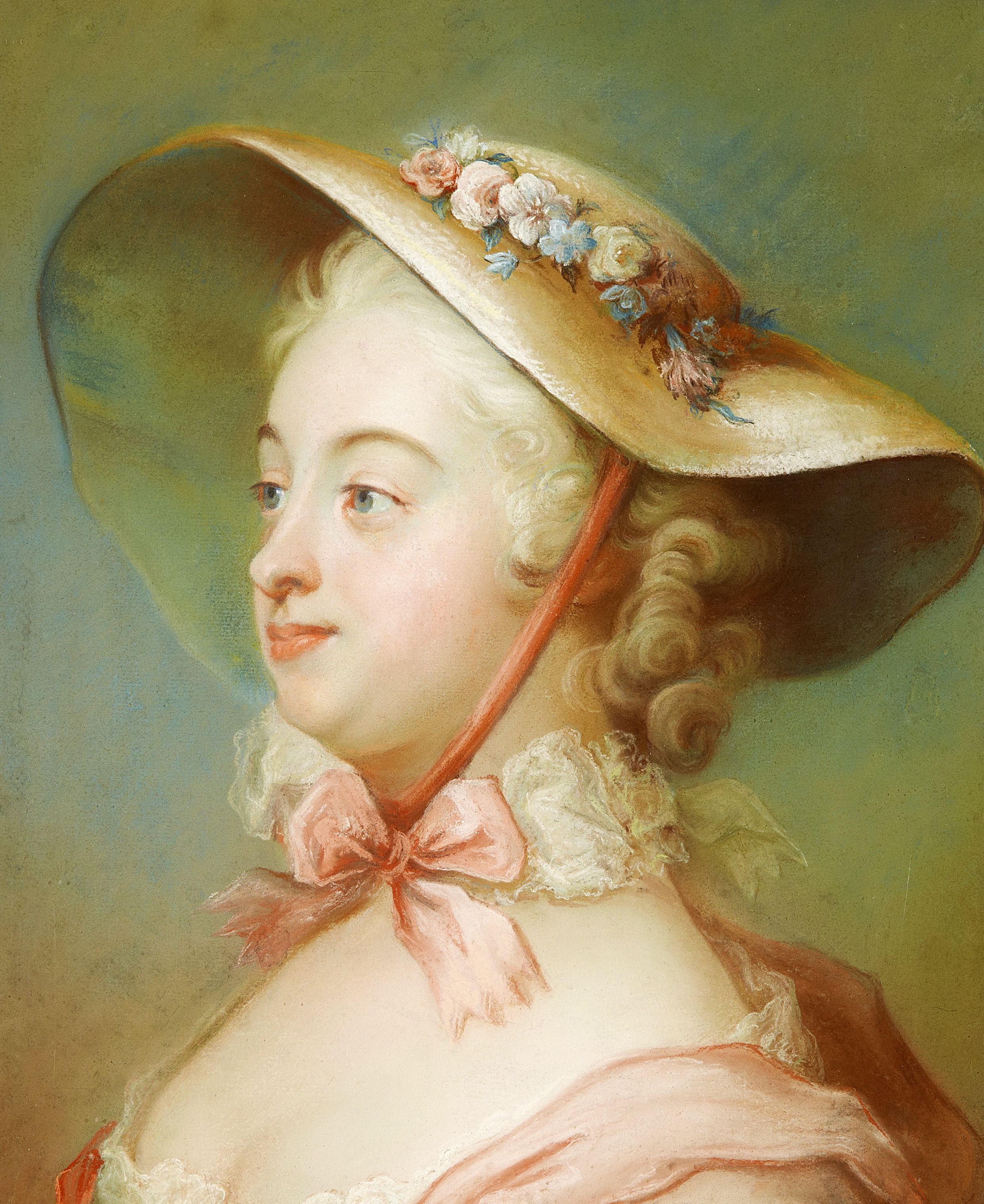
Porträtt av Juliana Dorotea Henck gift Schröder (1733-92). Pastell, 1750-tal.
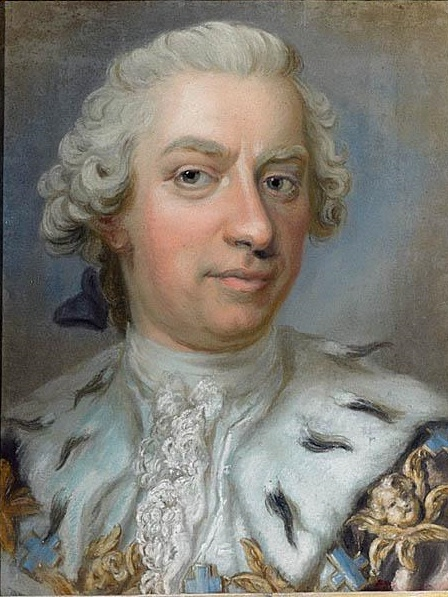
Porträtt av riksrådet greve Henning Adolf Gyllenborg (1713–75). Pastell 1750-talet.
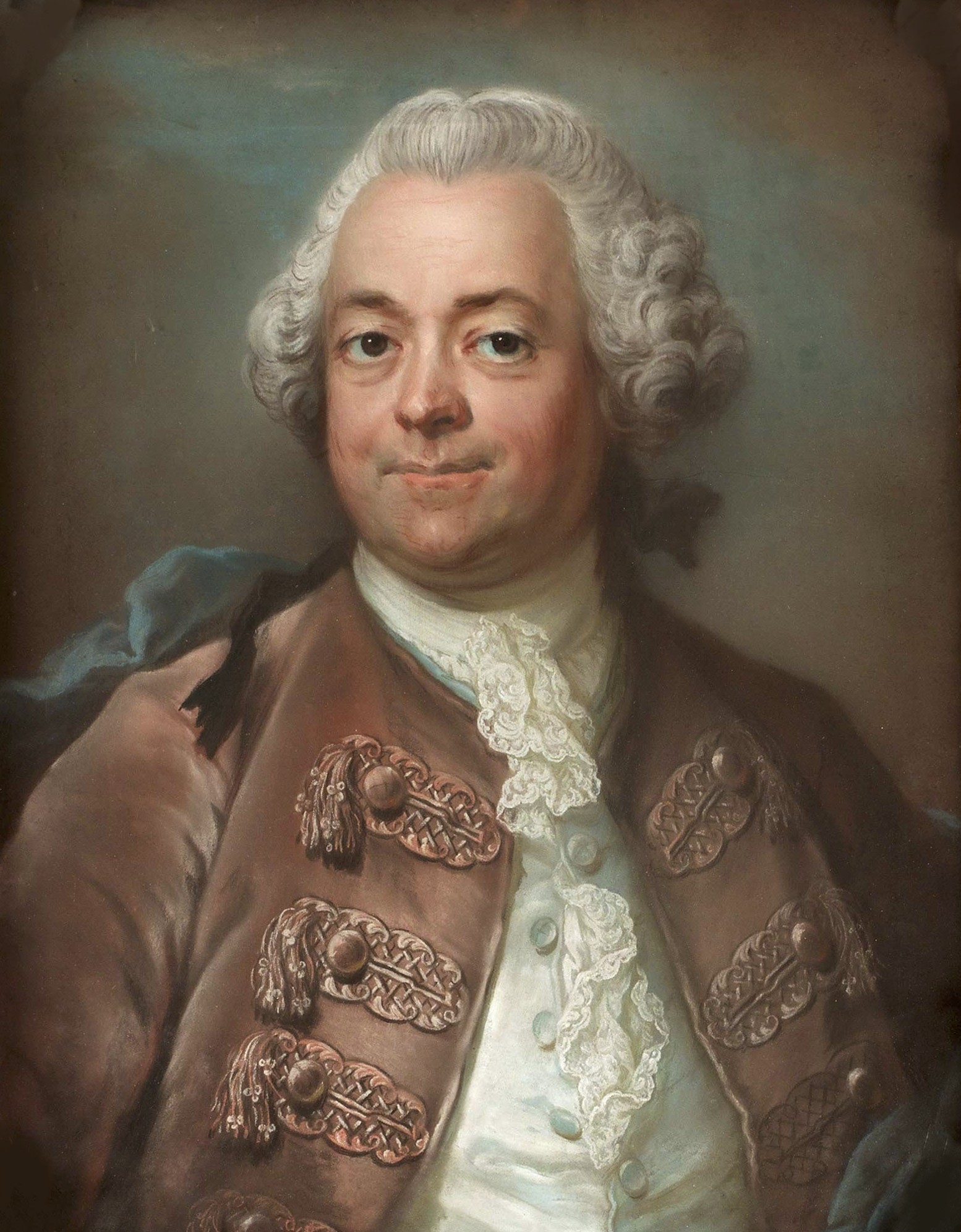
Porträtt av Herman Petersen (1713–65). Pastell, ca 1760.
Porträtt av Greve Carl Gustaf Tessin (1695–1770). Pastell, 1760.
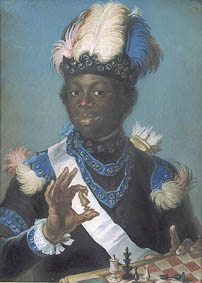
Adolf Ludvig Gustav Fredrik Albert Couchi (Gustav Badin) 1747?–1822. Pastell, 1775.
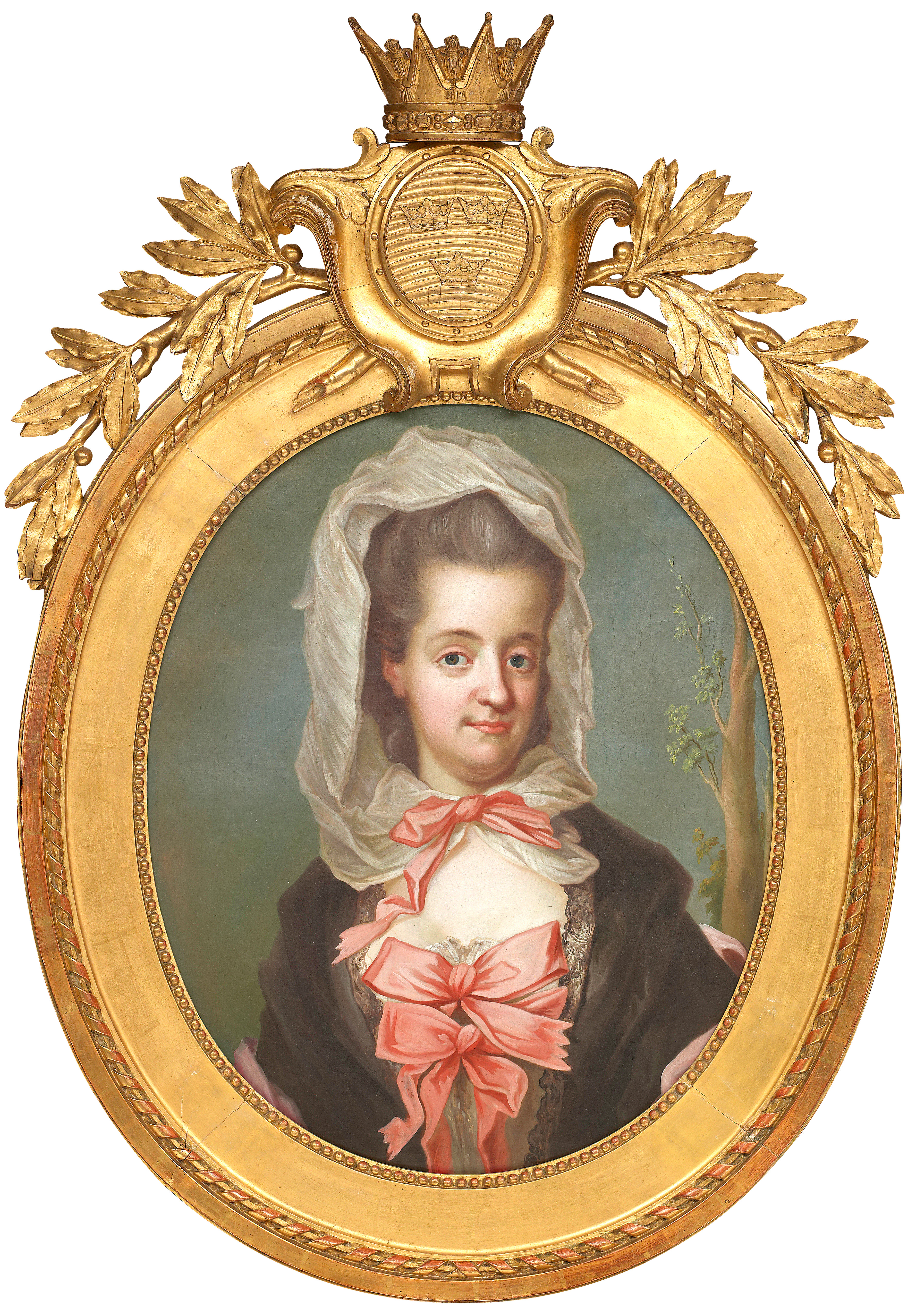
Prinsessan Sofia Albertina, Gustav III:s syster. Pastell, 1770-tal
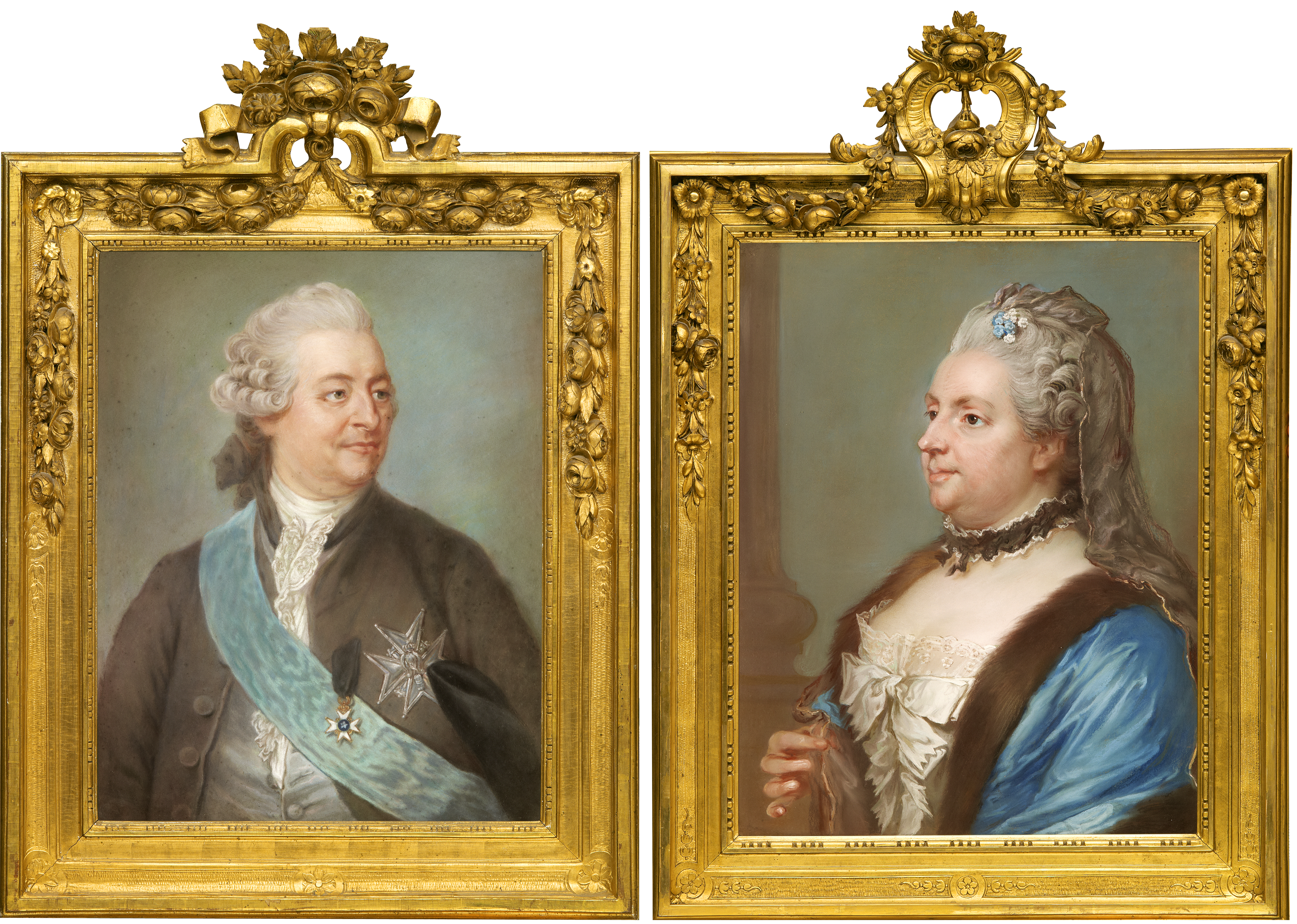
Charles de Geer (1720-78) och hans hustru Catharina Ribbing (1720–87). Pastell 1770-talet.
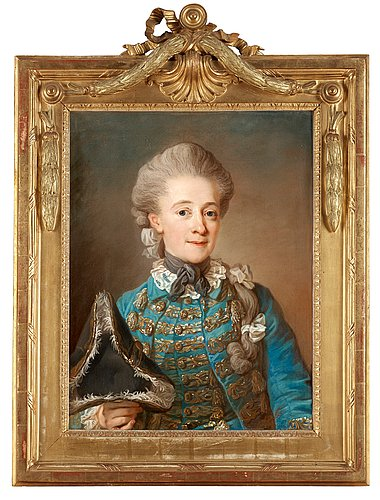
Frederika Ulrica Cedercreutz 1730-84, maka till Mattias von Hermansson. Pastell 1770-tal.
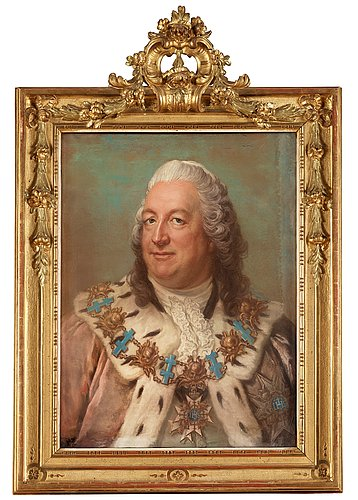
Porträtt av Greve Mattias von Hermanson (1716–89). Pastell, 1770-talet.
Porträtt av Greve Nils Barck (1713–82). Pastell ca 1780.

## Otryckta källor
- Carl Gustaf Tessin; Dagbok 1760 och 1761 (Handskrift, Kungl. Biblioteket)
- Gustaf Lundberg, Självbiografi. (Avskrift 1787 av S.L. Gahm Persson, Uppsala Universitetsbibliotek.)
- Wikimedia Commons har media som rör Gustaf Lundberg.